# Епідемія
Епіде́мія (від грец. επί — «серед» і грец. δεμος — народ; застаріле — по́шесть, мор, моровиця, діалектичне пові́тра) — тип хвороби, яка є новою для даної популяції впродовж періоду збереження імунної «пам'яті» та поширюється зі швидкістю, що значно перевищує очікувану, ґрунтуючись на попередньому досвіді (тобто, числі нових випадків за одиницю часу). Українське законодавство визначає: «епідемія — масове поширення інфекційного захворювання серед населення відповідної території за короткий проміжок часу»., що не відповідає світовому визначенню, яке поширює поняття епідемії на усі випадки масового ураження, в тому числі й отруєння.
Звичайну захворюваність для даної місцевості, кліматичного сезону та в певних історичних умовах називають спорадичною. Це, найчастіше, окремі поодинокі випадки захворювань, що не мають зв'язку між собою. У тих випадках, коли інфекційну захворюваність на певній території реєструють стало, постійно, протягом багатьох років, використовують термін «ендемія» або «ендемічне захворювання». Підвищення рівня захворюваності через сезонні коливання не є епідемією. Хвороба, що поширюється впродовж епідемії, може бути як інфекційною, так і неінфекційною.
Детальніші відомості з цієї теми ви можете знайти в статті Епідемія сміху в Танганьїці.
Термін «епідемія» використовують, коли захворювання охоплює значні регіони. У разі надзвичайно широкого поширення епідемії (кілька країн, чи навіть на кількох континентах) часто вживають термін пандемія. У країнах розвиненої медицини в спеціальній літературі не вживають цей термін, а використовують поняття «спалах» (англ. Outbreak). У вітчизняній літературі ще використовують і поняття «епідемічний спалах» — розуміють при цьому підвищення захворюваності, що обмежується невеликою територією (один населений пункт, частина міста /селища, гуртожиток, казарма, будинок для життя одиноких пенсіонерів тощо) і яке перебігає короткий час.
Детальніші відомості з цієї теми ви можете знайти в статті Спалах інфекційної хвороби.
Епідемія тісно належить до поняття «епідемічний процес» — безперервність передачі інфекції від хворих людей або хворих тварин (джерела інфекції) здоровим людям. У природних умовах цей процес іде більш-менш збалансовано, але якщо змінюються певні чинники, то спотворення перебігу епідемічного процесу спричинює високу інтенсивність передачі інфекції і це призводить до розвитку епідемії.
Для тварин замість терміна «епідемія» використовують термін епізоотія. для рослинного світу — епіфітотія.

## Передумови виникнення епідемії
Для виникнення епідемії необхідним є цілий ряд передумов:
- наявність активних джерел інфекції;
- відсутність активного спротиву реалізації механізмів і шляхів передачі;
- наявність переносників;
- наявність сприйнятливого населення,
- порушення санітарних правил,
- недостатня профілактична робота органів охорони здоров'я тощо.

При інтенсивній дії цих передумов і відбувається старт епідемії.

## Чинники, що впливають на розвиток епідемії
Фактори, що уповільнюють передачу інфекції, зменшують розвиток епідемії:
- мала заселеність місцевості;
- відсутність природних вогнищ інфекцій, які передають комахи;
- стабільність місцевого населення, невисокий рівень міграції;
- високий рівень комунального благоустрою населених місць;
- сприятливі житлові умови з відсутністю скупчення і вільне розміщення в оселях;
- досить задовільні санітарні умови на виробництві;
- високий рівень санітарної культури населення, у тому числі, працівників дитячих установ, підприємств харчової промисловості, громадського харчування і торгівлі продовольчими товарами;
- можливість проведення якісної планової масової специфічної профілактики інфекційних хвороб;
- високий рівень клінічного та лабораторного обслуговування населення;
- добре організована і проведена гігієнічна, протиепідемічна робота серед населення (контроль санітарного стану, умов праці та побуту населення, комунальних, дитячих установ, громадського харчування, продажу харчових продуктів);
- високий рівень обстеження та роботи в епідемічних осередках, ефективне виявлення та ізоляція носіїв інфекції, заходи проти занесення інфекцій з-за кордону тощо.

Фактори, що сприяють розвитку епідемії:
- велика щільність населення на даній території;
- наявність природних вогнищ інфекцій, які передають комахи;
- рухливість місцевого населення (постійне чи періодичне поповнення населення за рахунок мігрантів з інших місць країни чи з-за кордону);
- недостатність комунального благоустрою і скупченість в оселях;
- порушення санітарного режиму праці на виробництві;
- недостатній рівень санітарної культури населення;
- погана організація вакцинації або неможливість здійснення масової специфічної профілактики (відсутність науково доказаних ефективних засобів специфічної профілактики при ряді інфекційних хвороб, відсутність або недолік препаратів для масової імунізації тощо);
- незадовільна організація клінічної, лабораторної та санітарно-протиепідемічної допомоги населенню.

Катастрофи — війни, голод, стихійні лиха, які призводять до погіршення санітарних та економічних умов праці та життя населення, збільшують міграцію населення. В цих умовах інфекційні хвороби можуть поширитися на великі території і з'явитися там, де до того вони були нечисленними або їх не спостерігали взагалі.

## Місцеві епідемії
Окрім значних за рівнем поширення епідемій можуть відбуватися і місцеві, пов'язані зазвичай з надзвичайними причинами (аварії каналізаційної та водопровідної мережі, забруднення фекальними стоками відкритих водоймищ, які є джерелами питного водопостачання, спуск в громадські водойми не знезаражених стічних вод, занесення грізних інфекційних хвороб з-за меж району тощо). Місцеві епідемії за відповідних умов здатні поширитися далеко за межі території початкової появи.

## Сезонні епідемії
Сезонні епідемії характеризуються щорічним зростанням у певні місяці року рівня захворювань до максимуму з подальшим більш або менш повільним їх зниженням до рівня, що спостерігають у міжсезонний період. Яскравим прикладом цього є щорічні зимово-весняні епідемії ГРВІ та грипу. Періодичність сезонних епідемій пов'язана з біологічними, кліматичними і соціальними причинами, активізацію факторів передачі інфекції, можливо, з підвищенням сприйнятливості до хвороби як населення в цілому, так і його окремих вікових груп, виникненням умов для більш частого порушення гігієнічних вимог та санітарного режиму, особливо при незадовільній санітарної культури значної частини населення.

## Перша достовірна історично відома епідемія
Знахідка останків Міртіди дозволила науковцям з певним ступенем імовірності встановити, що першу в історії людства епідемію, чий факт був науково доведений і яка спалахнула 430 до н. е. в Стародавніх Афінах, можливо спричинив черевний тиф. Ця епідемія впродовж 4 років знищила близько третини населення міста і стала однією з причин поразки держави у Пелопоннеській війні. Однак через багато суперечливих факторів є багато заперечень цій теорії походження Афінської епідемії V ст. до н. е.
Детальніші відомості з цієї теми ви можете знайти в статті Черевний тиф.

## Розвиток деяких епідемій в Україні
У 1970 році відбулась епідемія холери в деяких південних регіонах України, вона повторилась у 1994-95 рр.
На сучасному етапі Україна віднесена до групи країн з епідемією туберкульозу. Щороку в Україні виявляють понад 37 тисяч хворих на туберкульоз, понад 10 тисяч осіб помирають від цієї хвороби, стільки ж стає інвалідами.
Водночас епідемія ВІЛ-інфекції/СНІД в Україні досягла масштабів, найнебезпечніших у Європі. Рівень захворюваності на ВІЛ-інфекцію серед населення становить 1,3 %, постійно зростає кількість нових інфікувань на ВІЛ і рівень смертності від ВІЛ/СНІДу. ВІЛ інфікує щодня в Україні 87 осіб та близько 50 помирає від захворювань, які зумовив СНІД. Порівнюючи перші шість місяців 2010 року та відповідний період 2009 року, кількість зареєстрованих нових випадків інфікування ВІЛ зросла на 6 %, а кількість смертей зросла на 30 %.

## Моделювання епідемій
Розвиток і наслідки епідемій можна передбачити виходячи з математичних моделей, які враховують характеристики популяцій та імовірність передачі хвороби.